# ماكس سانشيز
ماكس سانشيز (بالإسبانية: Max Sánchez)‏ (2 يناير 1973 كوستاريكا - ) هو لاعب كرة قدم كوستاريكي يلعب كمدافع.

## روابط خارجية
- ماكس سانشيز على موقع قاعدة بيانات كرة القدم.إي يو (الإنجليزية)
- ماكس سانشيز على موقع ناشيونال فوتبول تيمز (الإنجليزية)